# Eumerus persarum
Eumerus persarum är en tvåvingeart som beskrevs av Stackelberg 1961. Eumerus persarum ingår i släktet månblomflugor, och familjen blomflugor.
Artens utbredningsområde är Iran. Inga underarter finns listade i Catalogue of Life.